# Nations Cup
La Nations Cup (Copa de las Naciones), también conocida como World Rugby Nations Cup, es un torneo internacional de selecciones nacionales de rugby que la World Rugby organiza anualmente desde junio del año 2006. El certamen da cabida tanto a las selecciones alternativas de las potencias del deporte como las selecciones principales de los demás países.

## Reseña histórica
La edición inaugural tuvo cuatro participantes y fue la única que se celebró en Portugal. Ya en el 2007, pasó a organizarse en Rumania con 6 selecciones, salvo entre 2013 y 2015 que sólo participaron 4 dado que paralelamente se organizó la Tbilisi Cup, otra competencia similar de World Rugby en Georgia.
Los países que han participado con su 2ª selección son: Argentina, Italia, Sudáfrica, Escocia, Francia e Irlanda; los que han participado con el equipo principal son: Portugal, Rumania, Namibia, Georgia, Rusia, Uruguay y España; y por último, en una oportunidad se presentó un equipo provincial de Sudáfrica: Southern Kings. La selección local siempre se encuentra entre los participantes.
En el 2017 se celebra en Uruguay, siendo la primera vez que se juega fuera de Europa.

## Campeonatos
| Edición | Año  | Campeón       | 2º puesto    | 3º puesto    | 4º puesto     | 5º puesto | 6º puesto |
| ------- | ---- | ------------- | ------------ | ------------ | ------------- | --------- | --------- |
| I       | 2006 | Argentina A   | Italia A     | Rusia        | Portugal      |           |           |
| II      | 2007 | E. Springboks | Argentina A  | Georgia      | Rumania       | Italia A  | Namibia   |
| III     | 2008 | E. Springboks | Georgia      | Rumania      | Italia A      | Uruguay   | Rusia     |
| IV      | 2009 | Escocia A     | Italia A     | Francia A    | Rumania       | Rusia     | Uruguay   |
| V       | 2010 | Namibia       | Rumania      | Italia A     | Jaguares      | Georgia   | Escocia A |
| VI      | 2011 | SA Kings      | Georgia      | Jaguares     | Namibia       | Rumania   | Portugal  |
| VII     | 2012 | Rumania       | Jaguares     | Italia A     | Uruguay       | Rusia     | Portugal  |
| VIII    | 2013 | Rumania       | Italia A     | Jaguares     | Rusia         |           |           |
| IX      | 2014 | E. Ireland    | Rumania      | Uruguay      | Rusia         |           |           |
| X       | 2015 | Rumania       | Argentina XV | España       | Namibia       |           |           |
| XI      | 2016 | Rumania       | Argentina XV | Namibia      | Italia A      | Uruguay   | España    |
| XII     | 2017 | Uruguay       | Rusia        | Argentina XV | Namibia       | España    | Italia A  |
| XIII    | 2018 | Uruguay       | Argentina XV | Italia A     | Fiji Warriors |           |           |
| XIV     | 2019 | Uruguay       | Rusia        | Argentina XV | Namibia       |           |           |

Nota:
Argentina hasta el 2007 compitió como Argentina A, posteriormente como Jaguares y desde el 2015 como Argentina XV

## Posiciones
Número de veces que los equipos ocuparon cada posición en todas las ediciones.
| Equipo              | Campeón | 2º puesto | 3º puesto | 4º puesto | 5º puesto | 6º puesto |
| ------------------- | ------- | --------- | --------- | --------- | --------- | --------- |
| Rumania             | 4       | 2         | 1         | 2         | 1         |           |
| Uruguay             | 3       |           | 1         | 1         | 2         | 1         |
| Emerging Springboks | 2       |           |           |           |           |           |
| Argentina XV        | 1       | 5         | 4         | 1         |           |           |
| Namibia             | 1       |           | 1         | 4         |           | 1         |
| Escocia A           | 1       |           |           |           |           | 1         |
| SA Kings            | 1       |           |           |           |           |           |
| Emerging Ireland    | 1       |           |           |           |           |           |
| Italia A            | 3       | 3         | 2         | 1         | 1         |           |
| Rusia               |         | 2         | 1         | 2         | 2         | 1         |
| Georgia             |         | 2         | 1         |           | 1         |           |
| España              |         |           | 1         |           | 1         | 1         |
| Francia A           |         |           | 1         |           |           |           |
| Portugal            |         |           |           | 1         |           | 2         |
| Fiji Warriors       |         |           |           | 1         |           |           |

## Estadísticas
Hasta torneo 2018
| Pos. | Equipo           | Encuentros | Encuentros | Encuentros | Encuentros | Tantos  | Tantos    | Tantos     | Puntos Bonus | Puntos Totales |
| Pos. | Equipo           | jugados    | ganados    | empatados  | perdidos   | a favor | en contra | diferencia | Puntos Bonus | Puntos Totales |
| ---- | ---------------- | ---------- | ---------- | ---------- | ---------- | ------- | --------- | ---------- | ------------ | -------------- |
| 1    | Rumania          | 30         | 22         | 0          | 8          | 653     | 486       | + 167      | 5            | 93             |
| 2    | Argentina A      | 30         | 18         | 0          | 12         | 810     | 518       | + 292      | 17           | 89             |
| 3    | Italia A         | 30         | 12         | 1          | 17         | 178     | 233       | - 55       | 15           | 65             |
| 4    | Uruguay          | 21         | 10         | 0          | 11         | 380     | 447       | - 67       | 8            | 48             |
| 5    | Namibia          | 18         | 7          | 0          | 11         | 327     | 452       | - 125      | 6            | 34             |
| 6    | Rusia            | 21         | 5          | 0          | 16         | 452     | 603       | - 151      | 12           | 32             |
| 7    | Georgia          | 12         | 7          | 0          | 5          | 198     | 219       | + 32       | 1            | 29             |
| 8    | E. Springboks    | 6          | 6          | 0          | 0          | 165     | 59        | + 106      | 1            | 25             |
| 9    | Emerging Ireland | 3          | 3          | 0          | 0          | 148     | 13        | + 135      | 3            | 15             |
| 10   | Escocia A        | 6          | 3          | 0          | 3          | 152     | 100       | + 52       | 3            | 15             |
| 11   | Southern Kings   | 3          | 3          | 0          | 0          | 97      | 52        | + 45       | 1            | 13             |
| 12   | España           | 9          | 2          | 0          | 7          | 109     | 221       | - 112      | 2            | 10             |
| 13   | Francia A        | 3          | 2          | 0          | 1          | 63      | 53        | + 10       | 1            | 9              |
| 14   | Portugal         | 9          | 1          | 1          | 7          | 62      | 87        | - 25       | 3            | 9              |
| 15   | Fiji Warriors    | 3          | 0          | 0          | 3          | 52      | 133       | - 81       | 1            | 1              |

Nota: Se otorgan 4 puntos al equipo que gane un partido y 2 al que empate
Puntos Bonus: 1 punto por convertir 4 tries o más en un partido y 1 al equipo que pierda por no más de 7 tantos de diferencia